# Bent Sørensen (compositore)
Bent Sørensen (18 luglio 1958) è un compositore danese.
Ha studiato dal 1983 al 1987 composizione con Ib Nørholm presso Det Kongelige Danske Musikkonservatorium (la Reale Accademia musicale danese) e con Per Nørgård presso Det Jyske Musikkonservatorium (il Conservatorio di musica dello Jutland) di Aarhus e Aalborg. Nel 1996 è stato insignito del Premio musicale del Consiglio nordico per il suo concerto per violino e orchestra Sterbende Gärten.